# 1766 în literatură
Anul 1766 în literatură a implicat o serie de evenimente și cărți noi semnificative.  

## Cărți noi
- Henry Brooke - The Fool of Quality
- Genuine Memoirs of the Celebrated Miss Maria Brown (carte erotică scrisă de un anonim)
- Oliver Goldsmith - The Vicar of Wakefield
- Catherine Jemmat - Miscellanies
- Charlotte Lennox - The History of Eliza
- Susannah Minifie - The Picture
- Sarah Scott - The History of Sir George Ellison
- Anna Williams - Miscellanies in Prose and Verse